# Лазор Олег Ярославович
Олег Ярославович Лазор (народився 23 липня 1961, село Сможе Сколівського району Львівської області) — український науковець, професор, доктор наук з державного управління, кандидат сільськогосподарських наук.
Одружений з Оксаною Лазор.

## Життєпис

### Освіта, вчені звання та наукові ступені
1978—1983 — навчався у Львівському лісотехнічному інституті, спеціальність «Лісове господарство», кваліфікація «інженер лісового господарства».
1993 — захистив дисертацію та здобув науковий ступінь кандидата сільськогосподарських наук, спеціальність 06.03.01. — лісові культури, селекція, насінництво та озеленення міст; тема дисертації: «Особливості та оцінка плодоношення ялини звичайної (Picea abies) у Сколівський Бескидах»
1997—1999 — навчався у Львівському філіалі Української Академії державного управління при Президентові України, спеціальність «державне управління», кваліфікація «магістр державного управління»;
1997—2000 — навчався на правничому факультет Львівського національного університету ім. І. Франка, спеціальність «правознавство», кваліфікація «юрист»;
2000—2003 — докторант Львівського регіонального інституту державного управління (ЛРІДУ) НАДУ;
2003 — присвоєно вчене звання доцента кафедри державного управління та місцевого самоврядування;
2005 — захистив дисертацію та здобув науковий ступінь доктора наук з державного управління, спеціальність 25.00.02 – механізми державного управління; тема дисертації: «Адміністративно-правові засади державного управління у сфері реалізації екологічної політики в Україні»
2006 — присвоєно вчене звання професора кафедри державного управління та місцевого самоврядування.
На виборах до Львівської обласної ради 2015 року балотувався від Всеукраїнського об'єднання «Свобода». На час виборів проживав у селі Сможе Сколівського району.

### Наукова і педагогічна діяльність
З 2015 року і дотепер — завідувач кафедри публічного адміністрування ІПК ДСЗУ
2013—2014 — професор кафедри менеджменту ВНЗ «Східно-європейський слов'янський університет»
2007—2015 — професор кафедри державного управління та місцевого самоврядування Хмельницького університету управління та права;
2011—2012 — завідувач, професор кафедри кадрової політики та державної служби ЛРІДУ НАДУ;
2008—2011 — завідувач, професор кафедри управління персоналом та державної служби ЛРІДУ НАДУ;
2000—2008 — доцент, професор кафедри державного управління та місцевого самоврядування ЛРІДУ НАДУ при Президентові України;
2005—2012:
- член, заступник голови, голова спеціалізованої вченої ради по захисту кандидатських дисертацій ЛРІДУ НАДУ К35.860.01;
- член спеціалізованої вченої ради по захисту докторських і кандидатських дисертацій НАДУ Д26.810.02;
- член Експертної ради ЛРІДУ НАДУ; член Вченої ради НАДУ
- керівник науково-педагогічних кадрів (захищено 4 канд. наук з держ.упр.).

Із 2005 — член редакційної колегії фахових вісників з державного управління ЛРІДУ НАДУ; Гуманітарного університету «Запорізький інститут державного та муніципального управління»; Хмельницького ун-ту управління та права
Керівник науково-педагогічних кадрів, під його керівництвом захищено 4 кандидатські дисертації в галузі наук з державного управління.
Викладає дисципліни: «Вступ до публічного адміністрування», «Самоменеджмент кар'єри державного службовця», «Організаційно-правові засади державного управління», «Менеджмент організації», «Публічна служба», «Public Managment та процеси децентралізації в Європі», «Реформи в Україні».

## Публікації
Автор та співавтор понад 215 наукових, та навчальних публікацій із проблем державного управління, місцевого самоврядування, державної служби та служби в органах місцевого самоврядування, екологічної політики, екологічної експертизи, екологічного права, конституційного та адміністративного права, з них:
- 20 окремих навчальних та науково-методичних видань з грифом МОВ України, зокрема науково-практичного коментаря до Закону України «Про службу в органах місцевого самоврядування»;
- 25 монографічних та наукових видань.

Серед останніх публікацій:
- Державна служба в Україні: навч. посіб. / О. Д. Лазор, О. Я. Лазор ; МОНУ, ЛРІДУ НАДУ. — Вид. 3-тє, доповн. і переробл. — К. : Дакор, 2009. — 556 с.
- Розвиток місцевого самоврядування в Україні: теоретико-правовий аспект: наук. розробка / авт. кол.: О. Д. Лазор, Д. Д. Заяць, А. О. Лазор ; за наук. ред. О. Я. Лазора. – К. : НАДУ, 2009. – 52 с.
- Механізми забезпечення паритетної демократії в органах публічної влади [Текст]: монографія / І. Г. Лазар ; за наук. ред. О. Д. Лазор ; ЛРІДУ НАДУ. — Львів: ЛРІДУ НАДУ, 2009. — 232 с.
- Лазор О. Я. Державна служба: запитання та відповіді // О. Я. Лазор, В. І. Довгань, О. Я. Куриляк: Навчальний посібник. – ЛРІДУ НАДУ, 2010. – 224 с.
- Становлення та тенденції розвитку місцевого управління в Україні: Монографія / В. В. Шикиринець, за наук. ред. д.н.держ.упр. професора О. Я. Лазора. — Львів, 2010. — 184 с.
- Основи державного управління та місцевого самоврядування: навч.-метод. посіб. / О. Д. Лазор, О. Я. Лазор, І. Г. Лазар; ЛРІДУ НАДУ — Ужгород: Ліра, 2011. — 455 c.
- Основи державного управління та місцевого самоврядування: навч.-метод. посіб. / О. Д. Лазор, О. Я. Лазор, І. Юник ; Хмельниц. ун-т упр. та права. — Хмельницький: Поліграфіст-2, 2012. — 519 с.